# Ridiculous Thoughts
Ridiculous Thoughts ist ein 1994 veröffentlichter Rocksong, der von Dolores O’Riordan und Noel Hogan verfasst und von der irischen Band The Cranberries interpretiert wurde.

## Veröffentlichungen
Der Song wurde auf dem Album No Need to Argue veröffentlicht und 1995 als Single ausgekoppelt. Er war die vierte Single-Veröffentlichung aus diesem Album und die sechste insgesamt. Die 1994 veröffentlichte Albumversion hat eine Länge von 4:31, eine kürzere Version ohne Intro, die 3:36 dauert, erschien auf dem Album Stars.

## Musikalische Struktur
Am Anfang dieses Songs gibt es ein außergewöhnliches Intro. Erst nach beinahe einer Minute beginnt der eigentliche Song mit den Worten „Twister, oh“. Während der Strophen wird die Akkordfolge Am-C-G-G verwendet. Beim Refrain und nach dem zweiten Refrain bis zum Ende durch wird die Akkordfolge AMaj7-Em-Am-Am verwendet. Das Lied steht in A-Moll und im 4/4-Takt. Es endet mit einer Ausblendung. 

## Video
Im Video spielt Elijah Wood mit; Regie führte Samuel Bayer. Es gibt zwei Versionen des Videos: 
Version 1: Dolores, Noel, Mike und Fergal stehen vor einem Plakat, das eine Schwertschluckerin zeigt. Dolores trägt in diesem Video ein rotes Kleid, dazu dunkelroten Lippenstift und violetten Lidschatten. Die Szenen mit Elijah Wood wurden kaum verändert.
Version 2: Ein Konzertauftritt. Auch in dieser Fassung tritt Elijah Wood auf. Dolores trägt einen Overall mit USA-Muster.